# أولاد حموصة (هوارة أولاد رحو)
أولاد حموصة هي إحدى مشيخات المملكة المغربية، تتبع جغرافيا لإقليم جرسيف وإداريًا لهوارة أولاد رحو. يقدر عدد سكانها بـ 2777 نسمة حسب الإحصاء الرسمي للسكان والسكنى لسنة 2004.